# Verdienter Seemann
Verdienter Seemann war eine staatliche Auszeichnung  der Deutschen Demokratischen Republik (DDR), welche in Form eines Ehrentitels mit Urkunde und einer tragbaren Medaille verliehen wurde. 

## Beschreibung
Gestiftet wurde der Titel am 1. Juli 1965. Seine Verleihung erfolgte an alle Mitarbeiter der Seeverkehrswirtschaft und ab 1968 auch an Werktätige der Hochseefischerei. Voraussetzung dafür waren hervorragende Leistungen und langjährige verdienstvolle Mitarbeit in diesem Gebiet. Die Anzahl der Höchstverleihungen war pro Jahr auf nur 16 Ehrentitel begrenzt und wurde stets am 13. Oktober eines Jahres, dem Tag der Seeverkehrswirtschaft, in der Regel durch den Minister für Verkehrswesen verliehen.

## Medaille zum Ehrentitel

### Aussehen
Die vergoldete Medaille aus Bronze mit einem Durchmesser von 31,5 mm zeigt auf ihren Avers mittig einen Anker, der beinahe den gesamten Raum der Medaille einnimmt. Der Anker wird dabei oben von der halbkreisförmigen Umschrift: VERDIENTER SEEMANN und unten von zwei Lorbeerzweigen umschlossen. Das Revers der Medaille zeigt das Staatswappen der DDR.

### Trageweise
Getragen wurde die Medaille auf der linken oberen Brustseite an einem 25 × 12 mm blau bezogenen Ordensband, welches waagerecht von einem 7 mm breiten roten Mittelstreifen durchzogen ist. Auf der Interimsspange befindet sich zudem eine Miniatur der Vorderseite der Medaille mit einem Durchmesser von 10 mm wieder.